# 张啸笑
张啸笑（1989年4月5日—），湖北省武汉市人，中国足球运动员。

## 球员生涯
张啸笑出自武汉光谷梯队，曾代表湖北队参加十一运会的足球比赛。2008年中超联赛，武汉光谷队不满足协处罚而罢赛，随后被中国足协取消注册资格，俱乐部解散。以武汉光谷U19梯队为班底成立的湖北绿茵队征战了2009年中国足球乙级联赛，张啸笑和队友们成功冲入甲级。张啸笑2012年从前锋转打后卫位置。2013年开始离开职业赛场加盟武汉宏兴征战业余联赛，并在当年足协杯第二轮比赛中攻入一粒头球，帮助球队战胜中甲球队延边长白虎历史性的进入足协杯第三轮。